# ديفيد أرويو
ديفيد أرويو (بالإسبانية: David Arroyo)‏ ولد بتاريخ 7 يناير 1980 في طلبيرة، إسبانيا، هو دراج إسباني في صنف سباق الدراجات على الطريق.

## سجل النتائج

### سباقات أو مراحل فاز بها
- طواف إسبانيا

### المراكز
- حقق المركز الـ 19 في طواف إسبانيا 2006
- حقق المركز الـ 21 في سباق طواف فرنسا 2006
- حقق المركز الـ 10 في طواف إيطاليا 2007
- حقق المركز الـ 13 في سباق طواف فرنسا 2007
- حقق المركز الـ 11 في طواف إيطاليا 2009
- حقق المركز الـ 2 في طواف إيطاليا 2010

## روابط خارجية
- ديفيد أرويو على موقع الاتحاد الدولي للدراجات (الإنجليزية)
- ديفيد أرويو على موقع أرشيف الدراجات (الإنجليزية)
- ديفيد أرويو على موقع إحصائيات الدراجات الإحترافية (الإنجليزية)
- ديفيد أرويو على موقع نسبة الدراجات (الإنجليزية)
- ديفيد أرويو على موقع CycleBase (الإنجليزية)